# Anaïs Nin
Pour les articles homonymes, voir Nin (homonymie).
Anaïs Nin (/anais nin/ ; en anglais : /ænəis nin/), née Rose Jeanne Anaïs Edelmira Antolina Nin le 21 février 1903 à Neuilly-sur-Seine et morte le 14 janvier 1977 à Los Angeles, est une écrivaine américaine, fille du pianiste Joaquin Nin,.
Née en France de parents originaires de Cuba (province espagnole d’outre-mer au moment de leur naissance), elle doit sa notoriété à la publication de journaux intimes qui s'étalent sur plusieurs décennies et offrent une vision profonde de sa vie privée et de ses relations. La version non censurée de ses journaux n'a pu être publiée qu'après sa mort et celle de son mari. Elle est aussi l'une des premières femmes à arriver à faire publier des ouvrages érotiques[réf. nécessaire].

## Biographie
Née le 21 février 1903, Anaïs Nin est la fille aînée de Joaquín Nin, compositeur et pianiste cubain d'origine catalane, et de Rosa Culmell Vaurigaud (1871-1954), chanteuse d'origine franco-danoise,.
Après la séparation de ses parents en 1914, la mère d'Anaïs part s'établir à New York avec sa fille et ses deux fils, Thorvald et Joaquín,.
À 14 ans, Anaïs Nin quitte l'école et commence à travailler comme mannequin. En 1923, elle épouse le jeune banquier Hugh Parker Guiler dit « Ian Hugo ». L'année suivante, ils s'installent à Paris où Guiler poursuit une carrière dans le secteur bancaire. Sept ans plus tard, ils emménagent à Louveciennes, où Anaïs invite Henry Miller ; ils deviennent amants et se réfugient à Clichy où loge également Alfred Perlès. Elle commence une correspondance avec Miller qui durera toute sa vie. Nin se lance dans l'écriture, sa première œuvre est un livre sur D. H. Lawrence. Elle explore également le domaine de la psychanalyse, étudiant notamment avec Otto Rank, un disciple de Sigmund Freud. Rank et Anaïs sont pour beaucoup dans l'édition du premier livre de Miller, Tropique du Cancer, publié par Jack Kahane chez Obelisk Press en septembre 1934.
En décembre 1935, elle rencontre au cabaret Le Monocle, à Paris, une jeune femme, Frede. À son retour en France en 1936, elle entretient une relation amoureuse avec le poète Gonzalo More (1892-1950) et son épouse, la danseuse péruvienne Helba Huara, et ne conserve comme amant que Gonzalo. Avec lui, elle fonde en 1941 à New York la Gemor Press, et imprime elle-même ses premiers poèmes illustrés.
Son père meurt en 1949 à La Havane et sa mère, en 1954, à Alameda (Californie). En 1955, elle épouse secrètement le jeune acteur Rupert Pole (en) (1919-2006) en Californie sans avoir divorcé de Guiler et devient bigame ; l'affaire sera révélée en 1966 et elle devra divorcer.
Nin est l'amie de beaucoup d'écrivains de premier plan, outre Miller : Antonin Artaud, Edmund Wilson, Gore Vidal, James Agee et Lawrence Durrell. Avec certains, elle entretient, outre l'amitié, des rapports intimes. Son amitié et son amour passionnés pour Henry Miller et son épouse, June, influencent fortement la femme et l'autrice.
Dès 1949, elle expérimente avec Bebe et Louis Barron, et Ian Hugo, l'enregistrement de texte sur bande magnétique accompagné de sons électroniques, un travail d'avant-garde, illustré par le film expérimental Bells of Atlantis (Ian Hugo, CM, 1952).
À l'automne 1955, elle se porte volontaire pour prendre du LSD sous la surveillance du psychiatre américain Oscar Janiger dans le but de décrire l’expérience psychédélique. L'analyse de cette expérience tient une part importante dans le sixième volume de son Journal.
En 1973, elle est nommée docteur honoris causa du Philadelphia College of Art. Elle est élue membre du National Institute of Arts and Letters en 1974. Elle meurt d'un cancer à Los Angeles en 1977. Son corps est incinéré et ses cendres dispersées dans la baie de Santa Monica.

## L'œuvre
Anaïs Nin devient connue grâce à ses journaux intimes et secrets. Au départ, à l'âge de onze ans, cette pratique d'écriture intime prend la forme d'une lettre adressée à son père qui a abandonné la famille. Par la suite, elle tient son journal de façon assidue jusqu'à sa mort. La seconde publication se présente comme le Journal authentique, le plus proche de la vérité des faits. Ces écrits transcrivent avec brio ses rencontres amoureuses, artistiques ou analytiques, avec des écrivains et artistes comme Henry Miller, Antonin Artaud, Otto Rank, Edmund Wilson, Gore Vidal et James Agee.
Elle est également appréciée pour ses œuvres érotiques. Avant elle, très peu de femmes s'étaient lancées dans ce champ de la littérature. Anaïs Nin, confrontée dans les années 1940 à d'importants problèmes financiers, rédige les nouvelles du Delta of Venus pour un dollar la page (traduit sous le titre de Vénus érotica). Son écriture, scandaleusement explicite pour son époque, met un accent particulier sur la bisexualité féminine.
Elle a longtemps publié ses ouvrages grâce à de petites structures éditoriales, ceux-ci ne circulaient que dans un réseau restreint, afin de contourner la censure alors en vigueur. Il faut attendre 1986 pour que ses journaux intimes paraissent dans leur intégralité.

### Relation avec son père
Dans ses carnets, elle raconte que son père a acheté un appareil photographique pour la prendre en photos nue durant son enfance. Elle y décrit un père violent, qui n'hésite pas à la battre et cette violence la traumatise . 
En 1933, lors de vacances à Chamonix avec son père, Anaïs a une relation sexuelle avec lui, inceste qu'elle décrit dans son journal et que l'on retrouve transposé dans La Maison de l'inceste (1936).

### Ouvrages publiés
- 1932 : D.H. Lawrence : une étude non professionnelle (D. H. Lawrence : an unprofessional study), essai, Paris, Edward W. Titus.
- 1936 : La Maison de l'inceste (The House of Incest), poèmes en prose, autoédité par sa propre maison, Siana Editions [Paris].
- 1939 : Un hiver d'artifice (Winter of Artifice: three novelettes), Paris, Obelisk Press.
- 1944 : La Cloche de verre (Under a Glass Bell), recueil de nouvelles, autoédité par sa propre maison, Gemor Press.
- 1959 : Les Cités intérieures, réunissant cinq romans parus précédemment :
  - 1946 : Les Miroirs dans le jardin (Ladders to Fire)
  - 1947 : Les Enfants de l'albatros (Children of the Albatros)
  - 1950 : Les Chambres du cœur (The Four-Chambered Heart)
  - 1954 : Une espionne dans la maison de l'amour (A Spy in the House of Love)
  - 1958 : La Séduction du minotaure (Seduction of the Minotaur)
- 1964 : Collages
- 1968 : Le Roman de l'avenir (The Novel of the Future)
- 1973 : Alice : et autres nouvelles (White Stains)
- 1975 : Ce que je voulais vous dire (A Woman Speaks: the lectures, seminars and interviews)
- 1976 : Être une femme (In Favor of the Sensitive Man and other essays)
- 1977 : Vénus érotica (Delta of Venus : erotica)
- 1977 : L'intemporalité perdue et autres nouvelles (Waste of Timelessness : and other early stories)

#### Posthumes
Par testament, Anaïs Nin nomme Rupert Pole exécuteur des éditions de ses œuvres et du journal non expurgé resté inédit à la condition que l'impression advienne après la mort de Ian Hugo.
- 1978 : Aphrodisiac, avec des dessins de John Boyce illustrant des textes érotiques d'Anaïs Nin, éditions Hier & Demain, (BNF 41627929).
- 1979 : Les Petits Oiseaux (Little Birds)
- 1966-1981 : Journal (7 tomes) (The Diary of Anaïs Nin)
- 1978-1982 : Journal d'enfance (4 tomes) (The Early Diary of Anaïs Nin)
- 1986 : Henry et June, cahiers secrets (Henry and June : from the unexpurgated diary of Anaïs Nin)
- 1989 : Correspondance passionnée : 1932-1953 (A Literate Passion), correspondance entre Anaïs Nin et Henry Miller
- 2003 : Journal de l'amour, journal inédit et non expurgé des années 1932-1939 (Nearer the moon : from a journal of love : the unexpurgated diary of Anaïs Nin : 1937-1939), volume réunissant :
  - 1992 : Inceste (1932-1934)
  - 1993 : Le Feu (1935-1936)
  - 1996 : Comme un arc-en-ciel (1937-1939)
- 2010 : Journaux de jeunesse (1914 - 1931), réédition qui regroupe en un seul tome tous les écrits de cette période[17].

## Hommages
- Le jardin Anaïs-Nin, dans le 19e arrondissement de Paris porte son nom en sa mémoire[18], ainsi qu'une rue à Barcelone.
- Un cratère vénusien, Nin, est ainsi nommé en son honneur[19].

## Le prix littéraire Anaïs-Nin

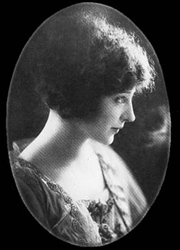
Photographie d'Anaïs Nin, vers 1920.

En 2015 est créé le prix Anaïs-Nin, prix littéraire français fondé par les auteures Nelly Alard et Capucine Motte. « Le prix, créé en hommage à Anaïs Nin, récompense une œuvre qui se distingue par une voix et une sensibilité singulières, l'originalité de son imaginaire et une audace face à l'ordre moral. » Le premier prix Anaïs-Nin 2015 est attribué à Virginie Despentes pour Vernon Subutex, 1.

## Dans la culture
La bibliothèque Marguerite-Durand (à Paris) conserve un fonds d'archives consacré à Anaïs Nin.

### En littérature
- Françoise Rey, La Jouissance et l'extase - Henri Miller et Anaïs Nin, éditions Calmann-Levy, 2001.
- Wendy Guerra, Poser nue à La Havane, traduit de l'espagnol (Cuba), Paris, Stock, 2010.

### Au cinéma
- En 1990, Philip Kaufman réalise le film Henry et June, adapté de la nouvelle homonyme dans The Journal of Love - The unexpurgated Diary of Anaïs Nin 1931-1932 (Journal amoureux - Le journal intime non censuré d'Anaïs Nin 1931-1932).

### Au théâtre
- En 2005, Pascale Roger met en scène Henry Miller et Anaïs Nin, artistes de la vie (Paris), à partir de la correspondance des deux écrivains et du Journal d'Anaïs Nin, avec Florence Boog et Jacques Lallié.

### En musique
- Les Doors ont écrit la chanson The Spy (« I'm a spy in the house of love... ») en référence au livre A Spy in the House of Love.
- En 2001, Dumas écrit, compose et interprète la chanson Comme rien, dans laquelle il fait référence à Anaïs Nin dans le troisième couplet.
- En 2005, François Bernheim et Christian Bouclier écrivent et composent la chanson Anaïs Nin, chantée par le duo Romane Serda et Renaud.
- En 2010, Louis Andriessen écrit le monodrame "Anaïs Nin"[22]
- “Anais Nin’s Plot” est une chanson de Snooze (i.e. Dominique Dalcan) sur l’album “The Man in the Shadow”.
- I love only silence d'Alyson Greenfield, est une chanson dont les paroles sont exclusivement des citations de son Journal (1915)[23].
- Le nom du groupe de rock alternatif britannique The House of Love est inspiré du titre du livre A Spy in the House of Love.
- Anaïs Nin est citée dans le panthéon des écrivains de Neil Hannon, dans sa chanson The Booklovers, écrite pour son groupe The Divine Comedy.
- En 2002, le groupe Orchid sort le morceau "Anais Nin by Numbers".

### En bande dessinée
- Léonie Bischoff scénarise et dessine Anaïs Nin, sur la mer des mensonges, Casterman, 2020.

## Iconographie
- Émile Savitry a photographié en 1936 Anaïs Nin en compagnie de son amie Helba Huara, assise à ses côtés sur une chaise[24].